# David Joaquín Guzmán
David Joaquín Guzmán (San Miguel, 15 de agosto de 1843-San Salvador, 20 de enero de 1927), mayormente conocido como David J. Guzmán, fue un político, médico y escritor salvadoreño aficionado al estudio de la botánica, la zoología y la arqueología, y quien fundó el Museo Nacional de El Salvador y escribió la Oración a la Bandera Salvadoreña. 

## Biografía
Hijo del general Joaquín Eufrasio Guzmán, quien fue Presidente de El Salvador y Ana Martorell.  Hizo sus estudios de Bachillerato en Filosofía, en la Universidad de San Carlos de Guatemala. Durante su formación universitaria conoció y adoptó los principios del pensamiento liberal europeo. Viajó en 1862 a Europa. En 1869 obtuvo el grado de Doctor en Medicina en París, Francia, y en 1870 regresó a El Salvador.
En 1871 fue elegido diputado a la Asamblea Constituyente, convocada por el presidente Santiago González. Terminado su servicio en la Asamblea Nacional Constituyente, vuelve a su ciudad natal, y se dedica a la investigación científica. Inicia investigaciones geológicas junto con estudios de clasificación de la flora y de la fauna del norte de San Miguel y de Chalatenango. En 1872, el Dr. Guzmán sirvió en el gabinete del presidente González, como Subsecretario de Instrucción Pública y Relaciones Exteriores. En 1874 es nombrado organizador de la Escuela de Artes y Oficios de San Salvador. Ese mismo año, al desatarse la epidemia de viruela en algunas zonas del país, el Dr. Guzmán encabezó la campaña de vacunación, promovida por el Estado. En 1875, Guzmán organiza una expedición de investigación geológica en el lecho del río Los Frailes, al suroeste de Ilobasco. Durante este viaje de exploración, se encontraron restos fósiles de mastodonte. Entre 1881 y 1887, Guzmán trabaja como catedrático de medicina y botánica en la Universidad de El Salvador. 

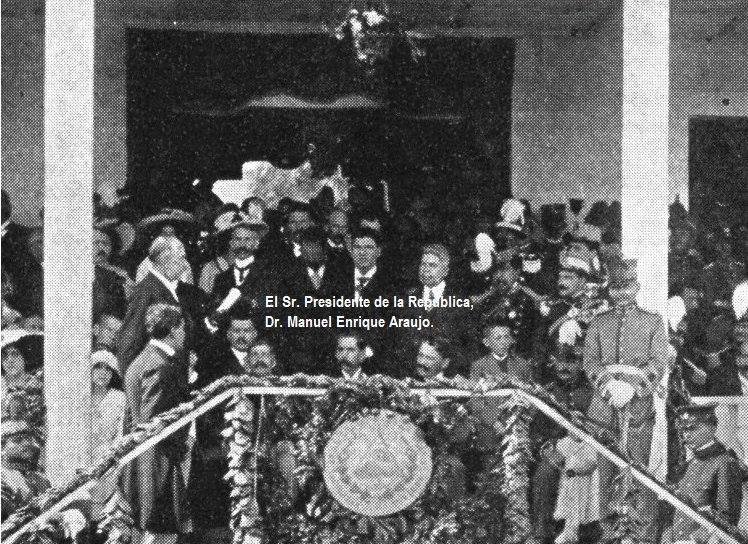
El Dr. Guzmán Junto Presidente de la República, Dr. Manuel Enrique Araujo. Durante conmemoración del centenario del primer movimiento independentista en San Salvador de 1811.

En el 24 de noviembre de 1882, el gobierno le concedió licencia por el término de 20 días ausentarse de Santa Ana donde estaba trabajando de médico forense, quedó como encargado de dicho empleo el señor doctor don Camilo Arévalo.
El 9 de octubre de 1883, por iniciativa del Dr. Guzmán, el presidente Rafael Zaldívar decreta la creación del Museo Nacional de El Salvador, para albergar las colecciones nacionales de arqueología, historia y bellas artes, siendo nombrado el Dr. Guzmán como su primer director. Tiene este cargo hasta el 15 de enero de 1886, cuando es sustituido por el Dr. don Jorge Aguilar. En 1886 es electo diputado a la Asamblea Nacional Constituyente convocada por el presidente Francisco Menéndez. En la Asamblea Nacional Constituyente, Guzmán promovió la adopción de legislación conforme a los principios liberales. 
Fue designado para hacer un discurso en la inauguración del Instituto Nacional Central en el 22 de junio de 1887. Además, fue uno de los socios fundadores de la Academia de Ciencias y Bellas Letras de El Salvador en 1888. 
En 1891, Guzmán viajó a Costa Rica para encabezar una expedición científica. Entre 1896 y 1898, residió en Nicaragua, donde impulsó la fundación de un museo nacional de antropología. En 1902, el presidente Tomás Regalado lo nombra por segunda vez director del Museo Nacional de El Salvador, cargo público que desempeñó hasta 1907. En 1915 se convirtió en un Miembro Correspondiente de la Real Academia Española. En 1916, Guzmán ganó un concurso literario, convocado por el Estado, para crear una Oración a la Bandera Salvadoreña. En el 26 de agosto de 1919, la Secretaría de Guerra acordó refrendar desde el primero de agosto a David J. Guzmán su nombramiento de profesor de oratoria militar en la Escuela Politécnica con el sueldo de 50 pesos mensuales.
Acerca de su vida personal, el Dr. Guzmán contrajo matrimonio con María Delfina Escalón, con quien tuvo cinco hijos: Graciela, Joaquín, Eufrasio, Virginia, Héctor y David. 
El Dr. Guzmán murió en San Salvador en 1927. Durante toda su vida, Guzmán escribió poesía y artículos periodísticos que fueron recopilados en un volumen denominado "Obras Escogidas", publicado después de su muerte. El museo nacional salvadoreño que fundó fue nombrado en su honor como Museo Nacional de Antropología Dr. David J. Guzmán el 13 de agosto de 1945. 